# Hôtel de Marcellange
L'hôtel de Marcellange est un monument situé dans la ville du Puy-en-Velay dans le département de la Haute-Loire.
La porte sur rue (menuiserie comprise) est inscrite au titre des monuments historiques par arrêté du 26 mars 1934. La porte intérieure sur cour est inscrite au titre des monuments historiques par arrêté du 16 septembre 1949.

## Histoire
La méduse sculptée du portail pourrait être le dernier témoin des dissensions qui furent le prélude de l'affaire Besson (ou l'affaire de Chamblas), le meurtre de Louis-Marie Vilhardin de Marcellange en 1840 au château de Chamblas,.